# American Telegraph Company
L'American Telegraph Company est une entreprise de télégraphie basée aux États-Unis, qui fut l'une des principales composantes du monopole tissé par la Western Union au XIXe siècle.

## Histoire
L'American Telegraph Company est fondée en 1855 par le millionnaire Cyrus Field, qui a racheté des petites compagnies de l'Est et prévoit un câble transatlantique. Il s'engage à lui seul à acheter 45 pour cent des équipements de David Edward Hughes lorsque se forme ce que les historiens appelleront le traité des six nations.  Six jeune compagnies de l'Ouest, menées par celle d'Hiram Sibley, se lient pour trente ans. Chacune n'entrera dans le territoire d'aucune autre  et toutes achèteront des équipements de David Edward Hughes.
En 1864, seule la Western Union et l'American Telegraph Company ont survécu à la guerre de Sécession, au sein des « Six Nations ». Mais la United States Telegraph Company entre en scène et rachète des petites sociétés pour s'implanter sur le territoire de chacune de ses deux rivales. Puis en 1866 la Western Union absorbe toutes les autres sociétés. Son monopole est en place[Quoi ?],.